# Francisco Galdós
Francisco Galdós Gauna (Lasarte-Oria, 6 maggio 1947) è un ex ciclista su strada spagnolo.
Professionista dal 1968 al 1980, conta la vittoria di una tappa e della classifica scalatori al Giro d'Italia 1975.

## Carriera
Messosi in luce nell'edizione 1968 della Vuelta a Cantabria (gara riservata, quell'anno, ai dilettanti), passò professionista l'anno successivo nella KAS, squadra che di lì a poco diventò una delle più forti dell'intero panorama ciclistico, ottenendo subito un ottavo posto al Critérium du Dauphiné Libéré a 4'58" da Raymond Poulidor.
Ebbe modo di partecipare undici volte al Tour de France, sei volte al Giro d'Italia e quattro alla Vuelta a España, ottenendo tre podi (due al Giro, uno alla Vuelta) e dodici piazzamenti all'interno dei primi dieci della graduatoria (cinque volte al Tour, quattro al Giro e tre alla Vuelta). 
La migliore stagione della sua carriera fu il 1975, quando si impose nella classifica generale del Tour de Romandie e nella tappa dello Stelvio al Giro d'Italia, prima e unica vittoria in una frazione di un grande giro. In quella edizione Galdós ottenne un secondo posto finale, dietro all'italiano Fausto Bertoglio. Quell'anno, assente alla corsa rosa Eddy Merckx, il favorito era Felice Gimondi. Alla quarta tappa (Teramo-Campobasso di 258 km) Galdós conquistò la maglia rosa. Seppe portarla per ben dieci giorni consecutivi. Alla tredicesima frazione, una prova a cronometro, dovette lasciarla a Giovanni Battaglin. Successivamente fu indossata da Fausto Bertoglio. Galdós tentò il tutto per tutto nell'ultima frazione (Alleghe-Passo dello Stelvio, 186 km). Vinse la tappa, ma non riuscì a staccare Bertoglio, che vinse il Giro per appena 41". Galdós, secondo nella classifica generale, precedette Gimondi e Roger De Vlaeminck.
Francisco Galdós concluse la sua carriera nel 1980 nella Kelme, squadra che lo aveva ingaggiato dopo l'abbandono al ciclismo della KAS. Con la nuova maglia ottenne un ottavo posto alla Vuelta a España e si ritirò al Tour de France a causa di una caduta nel corso della quinta tappa.

## Palmarès
- 1968

5ª tappa Cinturón Ciclista Internacional a Mallorca
Classifica generale Cinturón Ciclista Internacional a Mallorca
Classifica generale Vuelta a Cantabria
- 1970

Grand Prix Santander
- 1972

Trofeo Masferrer
Memorial Manuel Galera
- 1975

4ª tappa Tour de Romandie (Bulle > Verbier)
Classifica generale Tour de Romandie
21ª tappa Giro d'Italia (Alleghe > Passo dello Stelvio)
Subida a Arrate
Nuestra Senora de Oro
- 1976

3ª tappa Vuelta a Cantabria
Classifica generale Vuelta a Cantabria
- 1977

2ª tappa Vuelta a Cantabria
Classifica generale Vuelta a Cantabria
- 1978

5ª tappa Volta Ciclista a Catalunya
Classifica generale Vuelta a La Rioja

### Altri successi
- 1975

Classifica scalatori Giro d'Italia (ex aequo con Andrés Oliva)

## Piazzamenti

### Grandi Giri
- Giro d'Italia

1971: 4º
1972: 3º
1973: 9º
1974: 17º
1975: 2º
1976: 18º
- Tour de France

1969: 21º
1970: 9º
1971: 11º
1973: 20º
1974: ritirato (16ª tappa)
1975: ritirato (20ª tappa)
1976: 6º
1977: 4º
1978: 7º
1979: 28º
1980: ritirato (5ª tappa)
- Vuelta a España

1970: 6º
1972: 18º
1979: 2º
1980: 8º

### Classiche monumento
- Milano-Sanremo

1973: 31º
1974: 26º
- Liegi-Bastogne-Liegi

1973: 45º

### Competizioni mondiali
- Campionati del mondo

Mendrisio 1971 - In linea: 35º
Gap 1972 - In linea: 41º
San Cristobal 1977 - In linea: 19º
Adenau 1978 - In linea: ritirato